# Лестница Мёбиуса

Два представления лестницы Мёбиуса.

Анимация преобразования одного вида в другой

Представление лестницы Мёбиуса M_{16} в виде ленты Мёбиуса.

Ле́стница Мёбиуса {\displaystyle M_{n}} — кубический циркулянтный граф с чётным числом вершин {\displaystyle n}, образованный из цикла с {\displaystyle n} вершинами путём добавления рёбер (называемых «перекладинами»), соединяющих противоположные пары вершин цикла. Назван так ввиду того, что {\displaystyle M_{n}} состоит из {\displaystyle n/2} циклов длины 4, соединённых вместе общими рёбрами и образующих топологически ленту Мёбиуса. Полный двудольный граф {\displaystyle K_{3,3}} (граф «домики и колодцы») является лестницей Мёбиуса {\displaystyle M_{6}} (в отличие от остальных {\displaystyle M_{6}} имеет дополнительные циклы длины 4).
Впервые изучены Гаем и Харари.

## Свойства
Любая лестница Мёбиуса является непланарным верхушечнным графом. Число скрещиваний лестницы Мёбиуса равно единице, и граф может быть вложен без самопересечений в тор или проективную плоскость (то есть является тороидальным графом). Ли изучил вложение этих графов в поверхности более высоких родов.
Лестницы Мёбиуса являются вершинно-транзитивными, но (за исключением {\displaystyle M_{6}}) не рёберно-транзитивными — каждое ребро цикла, из которого лестница образована, принадлежит единственному 4-рёберному циклу, в то время как каждая перекладина принадлежит двум таким циклам.
Если {\displaystyle n\equiv 2{\pmod {4}}}, то {\displaystyle M_{n}} является двудольным. При {\displaystyle n\equiv 2{\pmod {4}}} по теореме Брукса хроматическое число {\displaystyle M_{n}} равно 3. Известно, что лестница Мёбиуса однозначно определяется её многочленом Татта.
Лестница Мёбиуса {\displaystyle M_{8}} имеет 392 остовных дерева. Этот граф и {\displaystyle M_{6}} имеют наибольшее число остовных деревьев среди кубических графов с тем же числом вершин. Однако среди кубических графов с 10 вершинами наибольшее число остовных деревьев у графа Петерсена, который не является лестницей Мёбиуса.
Многочлены Татта лестниц Мёбиуса можно получить по простой рекуррентной формуле.

## Миноры графа

Граф Вагнера

Лестницы Мёбиуса играют важную роль в теории миноров графа. Самым ранним результатом такого типа является теорема Вагнера о том, что граф, не содержащий {\displaystyle K_{5}}-миноров, может быть образован с использованием сумм по клике для комбинирования планарных графов и лестницы Мёбиуса {\displaystyle M_{8}} (в этой связи {\displaystyle M_{n}} называют графом Вагнера.
Все 3-связные почти-планарные графы являются лестницами Мёбиуса или принадлежат небольшому числу других семейств, притом остальные почти-планарные графы можно получить из этих графов с помощью ряда простых операций.
Почти все[уточнить] графы, не содержащие куб в качестве минора, могут быть получены из лестниц Мёбиуса в результате последовательного применения простых операций.

## Химия и физика
В 1982 году синтезирована молекулярная структура, имеющую форму лестницы Мёбиуса, и с тех пор такие графы представляют интерес для химиков и химической стереографии, особенно в свете похожих на лестницу Мёбиуса молекул ДНК. Имея это в виду, особо изучены математические симметрии вложений лестниц Мёбиуса в {\displaystyle \mathbb {R} ^{3}}.
Лестницы Мёбиуса используются как модель сверхпроводимого кольца в экспериментах по изучению эффектов топологии проводимости при взаимодействии электронов.

## Комбинаторная оптимизация
Лестницы Мёбиуса используются также в информатике как часть подхода целочисленного программирования к задачам упаковки множеств и линейного упорядочивания. Некоторые конфигурации в этих задачах могут быть использованы для определения граней политопов, описывающих ослабление условий линейного программирования. Эти грани называются ограничениями лестниц Мёбиуса.